# Ромб (созвездие)

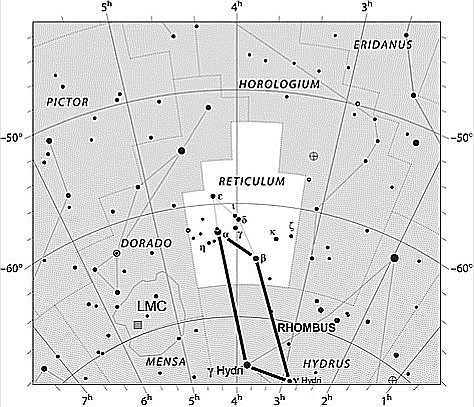
Созвездие Ромб между современными Сеткой и Южной Гидрой

Ромб (лат. Rhombus) – историческое созвездие, созданное Исааком Хабрехтом II в 1621 году и помещённое на небесный глобус. Хабрехт нарисовал созвездие в виде параллелограмма со звёздами в четырёх углах, расположенного между Магеллановыми Облаками в южном полушарии неба.

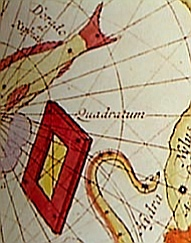
Квадрат Алларда

В 1706 году голландец Карл Аллард на своей «Небесной планисфере» поместил здесь точно такое же созвездие, но под названием Квадрат (лат. Quadratum).
Астрономы девятнадцатого века признавали, что «Ромб» Хабрехта был прообразом созвездия Сетки, созданного Лакайлем в 1752 году. Однако сравнение с картами XVI и XVII веков показывает, что только альфа и бета Сетки были включены в его состав, в то время как двумя другими вершинами ромба были гамма и ню созвездия Южной Гидры.